# تویوتا آلیون

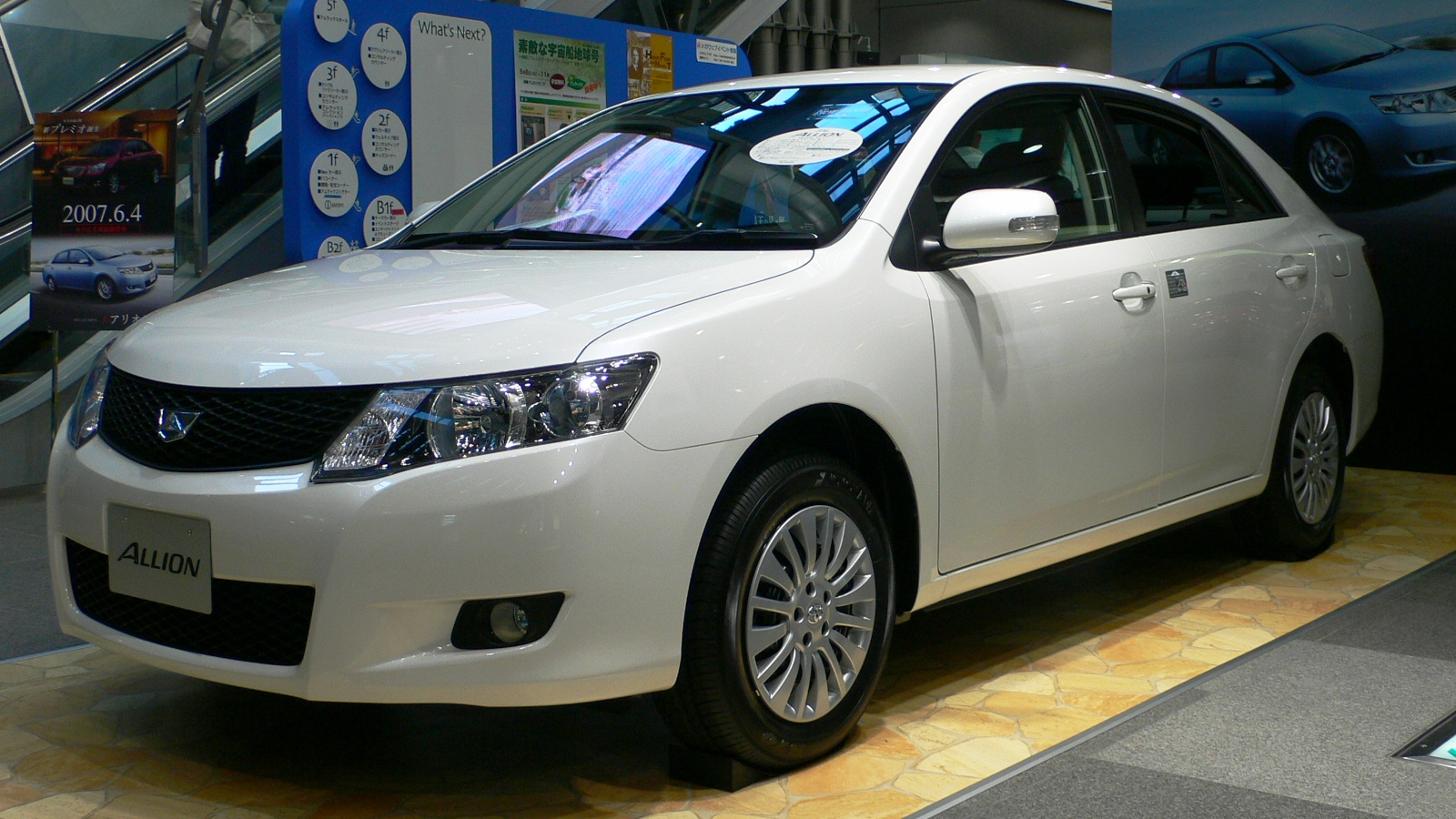

تویوتا آلیون (Toyota Allion) خودرویی است که از سال ۲۰۰۱ تا ۲۰۰۷ نسل اول آن و از سال ۲۰۰۷-اکنون نسل دوم آن تولید شده‌است. طراحی آن خودروهای موتور جلو-محور جلو، خودروهای موتور جلو-چهار چرخ متحرک بوده طول آن در حالت طبیعی ۴٬۵۶۵ میلیمتر (۱۷۹٫۷ اینچ)، عرض آن در حالت طبیعی ۱٬۶۹۵ میلیمتر (۶۶٫۷ اینچ)، ارتفاع آن در حالت طبیعی ۱٬۴۷۰ میلیمتر (۵۷٫۹ اینچ) و وزن آن در حالت طبیعی ۱٬۱۷۰ کیلوگرم (۲٬۵۸۰ پوند) است. سیستم جعبه‌دندهٔ آن به صورت خودکار است.
خودروی زوتای Z300/سایپا آریو کپی کاملی از کل بدنه فاز اول نسل دوم این خودرو است.

## نگارخانه

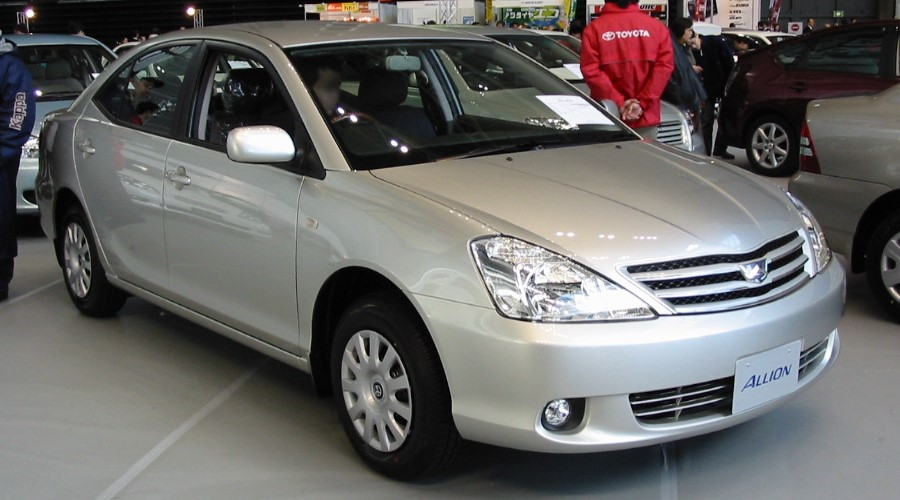
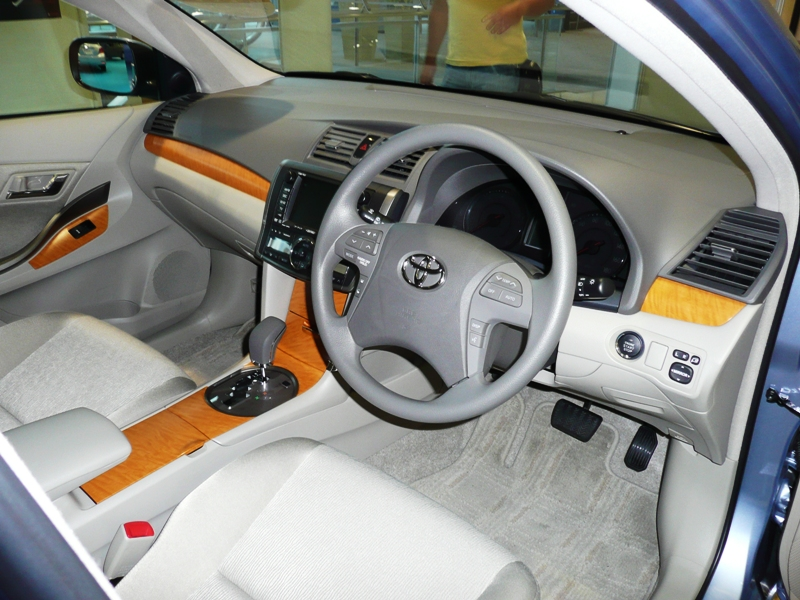
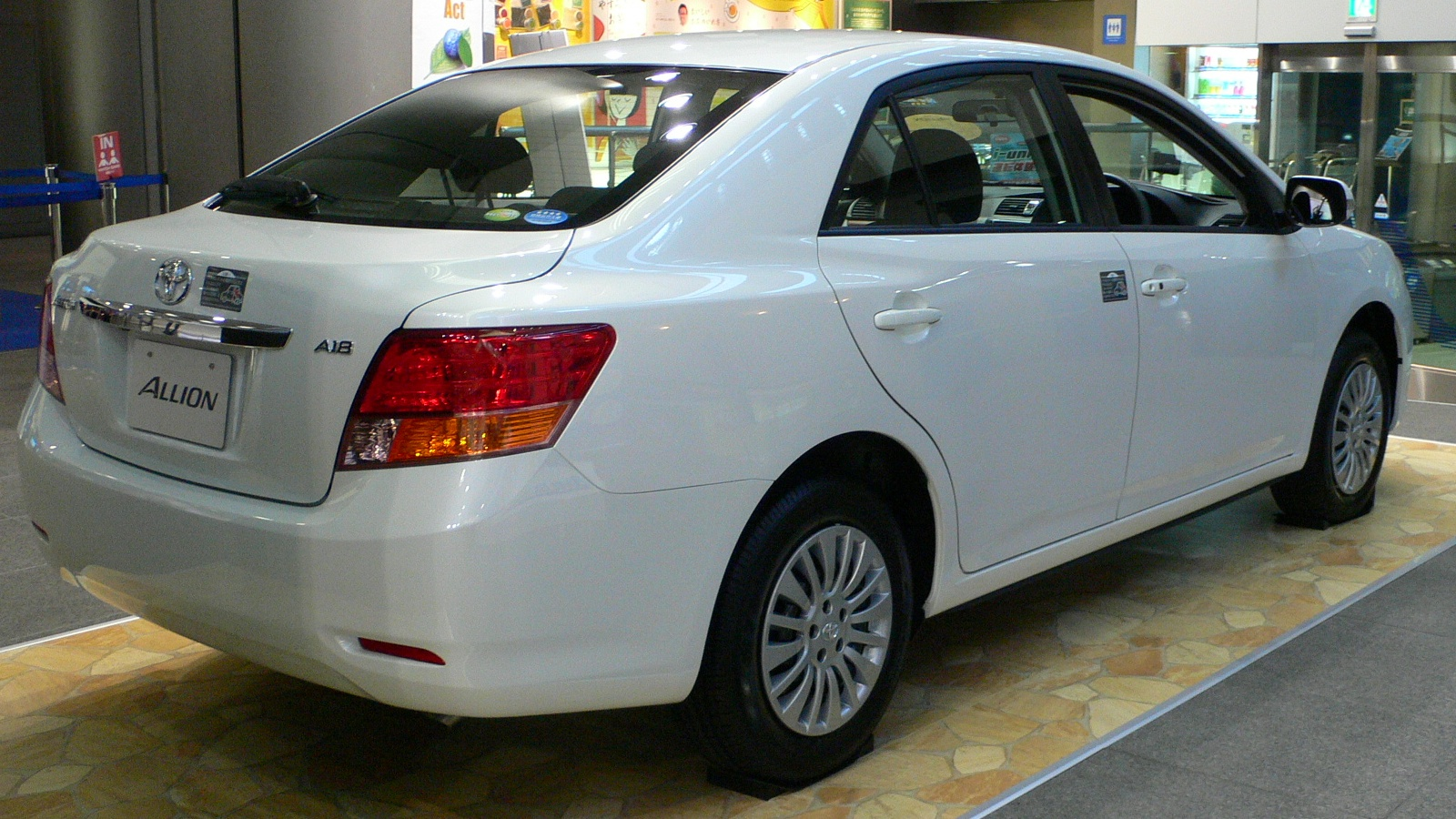